# Niagara-floden
Niagara-floden løber mod nord fra Lake Erie til Lake Ontario. Den udgør grænsen mellem provinsen Ontario i Canada og staten New York i USA.
Floden er ca 56 km lang og passerer Niagaravandfaldene på sin vej. Langs floden findes to vandkraftværker; The Sir Adam Beck Generating Station, som blev bygget i 1954 i Ontario i Canada, og the Robert Moses Niagara Power Plant som blev bygget i 1961 på den amerikanske side i New York. Disse to kraftværker genererer 4,4 gigawatt elektricitet. Skibe på de De store søer undgår Niagaravandfaldet ved at passere Welland Canal, en del af Saint Lawrence Seaway, på den canadiske side.
I Niagara-floden findes to stor øer, Grand Island og Goat Island, begge i USA. Goat Island ligger ved Niagaravandfaldene. Der findes også to mindre øer, Navy Island, nær Grand Island, på nordsiden, og Strawberry Island, sydvest for Grand Island. 
Langs Niagara-floden ligger disse byer:
- Buffalo, New York
- Fort Erie, Ontario
- Lewiston, New York
- Niagara Falls, New York
- Niagara Falls, Ontario
- Niagara-on-the-Lake, Ontario
- Queenston, Ontario

Flere slag har fundet sted langs floden. Mange af dem blev forsvaret fra Fort George (canadisk side), Fort Niagara (amerikansk side) og Fort Erie (canadisk side).

43°04′41″N 79°04′37″V / 43.078°N 79.077°V